# Bobenheim-Roxheim
Bobenheim-Roxheim est une commune allemande située dans l'État de Rhénanie-Palatinat, au voisinage de Mannheim. C'est une commune non-fusionnée de Rhénanie-Palatinat.